# مهرداد هوشنگی
مهرداد هوشنگی (۱ خرداد ۱۳۳۶ رشت - ۱۴ اسفند ۱۳۷۱) بازیکن فوتبال ایرانی بود و کاپیتان تیم فوتبال منتخب گیلان بود.
مهرداد هوشنگی در اول خرداد ماه ۱۳۳۶ در محله لاکانی رشت متولد شد وی در تاریخ ۱۱ مهر ۱۳۷۱ دچار سانحه رانندگی شد و در ۱۴ اسفند ۱۳۷۱ درگذشت.

## عضو باشگاه‌های
- سپیدرود رشت
- استقلال رشت

## مربیان وی
احمد صومی، حسن جهانپور، بهمن صالح نیا، احمد آهنگی، غفور جهانی، نصرت ایراندوست، جمشید محمدی

## افتخارات
- نایب قهرمانی لیگ استانی قدس با منتخب گیلان